# Mucupia
Mucupia é a capital do distrito de Inhassunge, da província da Zambézia, em Moçambique.
É um dos dois Postos Administrativos da província, com sua divisão administrativa a incluir as localidades de Chirimane, Ilova e, naturalmente, Mucupia.
O Posto Administrativo de Mucupia, de acordo com o Censo de 2007, inclui uma população de 67 494 residentes.